# Dolorymetr
Dolorymetr – urządzenie medyczne do mierzenia natężenia bólu (od łac. dolor – ból).
Składa się z ruchomej części, którą uciska się określone punkty ciała, oraz połączonego z nim miernika, pozwalającego wyznaczyć siłę wyzwalanego nacisku.
Jest bardzo przydatny w diagnostyce fibromialgii, gdyż pozwala precyzyjnie określić siłę nacisku na określony punkt bólowy, charakterystyczny dla tej choroby.